# Насте Стоянов
Вижте пояснителната страница за други личности с името Анастас Стоянов.
Анастас С. Стоянов, известен като Насте или Насто Стоянов, е български възрожденски деец от Македония.

## Биография
Насте Стоянов е роден в 1840 година в град Крушево, тогава в Османската империя. Занимава се с шивашки занаят (френктерзия). Установява се в Солун като 15-годишен и става водещ деец на българското възраждане в града. В 1866 година Насте Стоянов насърчава отварянето на първото българско училище в града от Славка Динкова. Негова била идеята да се създаде българска община в Солун – основана в 1868 година, да се служи на български език и да се открие български параклис. При откриването на българския параклис в Солун на 20 юли 1873 година Стоянов заедно с Димитър Паунчев, Петър Шумков и устабаши Георги Стоянов от Връбница става негов настоятел.
В 1878 година Насте Стоянов и Никола Паунчев от името на Солунската българска община подписват Мемоара до Великите сили с искане за прилагане на Санстефанския договор и неоткъсване на Македония от новосъздадената българска държава.
В 1879 година по настояване на Насте Стоянов отново е открито закритото по време на Руско-турската война българско училище в Солун.
В 1883 година Стоянов подпомага откриването на българската книжарница на Коне Самарджиев. По негова инициативата през 1884 година във Вардарската махала на Солун се купува сграда, която се преустроява в българската църква „Свети Димитър“. През 1892 година Самарджиев и Насте Стоянов са арестувани и изпратени на заточение заради печатаната и разпространявана от тях литература. Според сведения от периодичния печат при отпътуването им са изпратени от 150 граждани на солунското пристанище.
Насте Стоянов има трима сина: Андон Стоянов (р. 1878), български военен лекар, капитан Константин Настев (1880 – 1916), деец на Върховния комитет и Георги Стоянов (р. 1883), който след като завършва медицина в Монпелие (1907 или 1909) се връща в Солун и става преподавател в Солунската българска търговска гимназия. Дъщерята на Насте, Евгения Настева Стоянова, се жени за учителя Младен Панчев.
Умира на 7 януари 1915 г. След смъртта му неговото семейство се преселва в България.

## Фонд „Насте Стоянов“
Hасте Стоянов завещава на Солунската българската църковна община една къща за нуждите на централното основно училище в града. Условието е общината да брои определена сума на българската църковна община в родния му град Крушево (за тамошното българско училище и църква), както и на църквата „Св. Кирил и Методий“ в Солун. След войните и двата града остават извън пределите на България, затова наследниците му продават къщата и на 18 май 1925 година предават получената сума на българското Министерство на народното просвещение за образуване на фонд, носещ името на Насте Стоянов. Следвайки духа на завещанието, те предлагат, когато капиталът нарасне на 50 хил. лв., всяка година от лихвите да се дава помощ на две бедни българчета – едното от Солун, а другото от Крушево, като с предимство се ползват „синове на родолюбиви родители, живели в тези градове до 1913 г.“ Децата трябва да се от софийските средни училища, с примерно поведение и поне много добър успех. Материалното състояние и родолюбието на родителите се удостоверяват съответно от Солунското и Крушевското благотворително братство.
Фондът е учреден със заповед на Министерството от 17 юни 1925 г. и се управлява от него. Началният капитал е 40 294 лв. и с годините нараства: към 1 септември 1933 г. е 82 407 лв., а към 1948 г. – 178 хил. лв. Стипендии се изплащат най-вероятно до 1946 г. През 1948 г. фондът е ликвидиран от комунистическата власт заедно с останалите фондове при МНП.

## Памет
Името „Насте Стоянов“ носи улица в софийския квартал „Света Троица“ (Карта).